# Подвірне (село)
Подві́рне (до 1946 року — Кишло-Салієве) — село в Україні, у Мамалигівській сільській  громаді Дністровського району Чернівецької області.

## Назва
Первісна назва села Кишло-Салієво походить від «кишли», що за однією із версій[джерело?] означає «подвір’я» і прізвища Салій військового інженера, який очолював табір і проводив роботу. У 1946 р. село за цією версією було перейменовано у Подвірне. Новіша версія говорить, що слово «кишли» турецькою мовою означає «казарма». Якщо брати до уваги це значення слова, то воно частково може бути підтверджене тим, що в центрі села біля Панських криниць на глибині 20—25 см у ґрунті є багато битої червоної цегли, можливо це руїни казарм[джерело?].

## Географія
Розташоване на березі річки Потоку, за 36 км від Новоселиці. До найближчої залізничної станції Мамалига — 8 км.

## Історія
Подвірне – одне з наймолодших поселень у районі, вперше згадується в документах[яких?] у 1790 р. Це статистичні звіти Бессарабії, які були надруковані у 1923 р., у роки окупації села Румунськими боярами. Надруковані вони румунською мовою і є в архівах місті Чернівці. За переказами село виникло під час перебування на Хотинщині турецьких загарбників під час російсько-турецької війни 1768—1774 рр.[джерело?]. Хоча, як свідчить історія, в 1715 р. Хотинщина була перетворена в турецьку райю. Завдяки податковим пільгам сюди повернулись колишні жителі. А після 1742 р., коли господар Молдавії К. Маврокодрат заборонив закріпачувати поселенців та після «Золотої грамоти» господарі Гіки від 1776 р., яка скоротила панщину до 12 днів на рік, сюди хлинуло багато переселенців. Ймовірно, що саме в цей час в роки війни 1768—1774 рр. сюди прибув турецький воєначальник Салій, чиїм іменем і було названо село.
На території села знаходиться турецький табір, куди вони заганяли з навколишніх сіл жителів, полонених і примушували виконувати різні роботи: пасли панську худобу, добували гіпсовий камінь у кар’єрі, а найбільше — носили землю для розбудови земляного валу, що тягнеться від річки Прут до Хотинщини[джерело?]. Це земляне укріплення відноситься до V—VI ст. В історію воно входить під подвійною назвою «Троянів вал» і «Турецький вал». По селі його називають «Шанцем».
З 24 серпня 1991 року село входить до складу незалежної України.

## Населення
Населення — 2 440 осіб станом на 2001 рік.

### Мова
Розподіл населення за рідною мовою за даними перепису 2001 року:
| Мова       | Відсоток |
| ---------- | -------- |
| українська | 97,58%   |
| румунська  | 1,27%    |
| російська  | 1,07%    |

## Видатні люди
- Прохоренко Григорій Дмитрович (1913—1977) — педагог, господарник. У 1957 році, як «тридцятитисячник», направлений на роботу в економічно слабкий колгосп імені Суворова (с. Подвірне). Згодом господарство зайняло провідні позиції за більшістю показників сільськогосподарського виробництва в регіоні та колгосп був нагороджений орденом «Знак Пошани». Іменем Прохоренка названа одна з вулиць села.
- Буряк Борис Іванович (1953) — народний художник України, педагог, культуролог. Член Спілки Художників України. Засновник Клубу Українських Митців.
- Драгулян Георгій Васильович (1965) — український тренер з тріатлону. Заслужений тренер України.
- Баланецький Олег — український військовослужбовець.
- Дмитро Кіф'як — український військовослужбовець.[3]